# Antônio Maria Alves de Siqueira
Antônio Maria Alves de Siqueira (* 14. November 1906 in São Paulo, Brasilien; † 20. April 1993) war Erzbischof von Campinas.

## Leben
Antônio Maria Alves de Siqueira empfing am 15. August 1930 das Sakrament der Priesterweihe.
Am 10. Mai 1947 ernannte ihn Papst Pius XII. zum Titularbischof von Arycanda und zum Weihbischof in São Paulo. Der Erzbischof von São Paulo, Carlos Carmelo Kardinal de Vasconcelos Motta, spendete ihm am 20. Juli desselben Jahres die Bischofsweihe; Mitkonsekratoren waren der Bischof von Campinas, Paulo de Tarso Campos, und der Bischof von Ribeirão Preto, Manuel da Silveira d’Elboux.
Pius XII. ernannte ihn am 19. Juli 1957 zum Titularerzbischof von Chalcis in Syria und zum Koadjutorerzbischof von São Paulo. Am 27. Oktober 1966 bestellte ihn Papst Paul VI. zum Koadjutorerzbischof von Campinas. Antônio Maria Alves de Siqueira wurde am 19. September 1968 in Nachfolge des zurückgetretenen Paulo de Tarso Campos Erzbischof von Campinas.
Am 10. Februar 1982 nahm Papst Johannes Paul II. das von Alves de Siqueira aus Altersgründen vorgebrachte Rücktrittsgesuch an.
Antônio Maria Alves de Siqueira nahm an allen vier Sitzungsperioden des Zweiten Vatikanischen Konzils teil.